# Justin Shirley-Smith
Justin Shirley-Smith ist ein englischer Musikproduzent und Toningenieur. Er arbeitet seit Ende der achtziger Jahre für die Rockband Queen.
Shirley-Smith begann seine Zusammenarbeit mit Queen als Toningenieur bei den Aufnahmen für deren 1989 erschienenes Album The Miracle. Seit dem sechs Jahre danach veröffentlichten Album Made in Heaven ist er Koproduzent der Band. Er spielt auch eine zentrale Rolle bei Neubearbeitungen älterer Aufnahmen von Queen, beispielsweise bei der im Surround-Sound 5.1 gemixten Fassung des Albums The Game, die 2003 als DVD-Audio veröffentlicht wurde. Des Weiteren koproduzierte Shirley-Smith Alben von Brian May und von Roger Taylors Band The Cross.

## Diskografie (Auswahl)
- 1989: Chris Rea – The Road to Hell
- 1989: Queen – The Miracle
- 1990: The Cross – Mad, Bad and Dangerous to Know
- 1991: Queen – Innuendo
- 1991: Tin Machine – Tin Machine II
- 1992: Brian May – Back to the Light
- 1993: The Brian May Band – Live at the Brixton Academy
- 1995: Queen – Made in Heaven
- 1998: Brian May – Another World
- 1999: Queen – Greatest Hits III
- 2004: Queen – Queen on Fire – Live at the Bowl
- 2005: Queen + Paul Rodgers – Return of the Champions
- 2007: Queen – Queen Rock Montreal
- 2008: Queen + Paul Rodgers – The Cosmos Rocks
- 2009: Queen + Paul Rodgers – Live in Ukraine